# Onchopristis
Onchopristis – rodzaj wymarłych ryb chrzęstnoszkieletowych z rodziny piłowatych, znanych ze stanowisk w Afryce Północnej, Nowej Zelandii, Peru oraz ze Stanów Zjednoczonych; rodzaj Onchopristis występował na przełomie epok kreda wczesna i kreda późna.

## Odkrycie
Rodzaj Onchopristis po raz pierwszy został opisany w 1905 roku przez francuskiego paleontologa Émile Haug na podstawie zębów rostralnych pochodzących z Algierii, które zostały przypisane do gatunku Gigantichthys numidus. W 1927 roku Ernst Freiherr Stromer von Reichenbach badając skamieniałości ryb z Egiptu natrafił również na ten sam rodzaj zębów rostralnych i przypisał je do tego samego gatunku. Jednocześnie zmienił nazwę rodzajową z Gigantichthys na Onchopristis. C. Werner w 1989 roku zaproponował nową nazwę dla tego rodzaju – Sechmetia, która określana jest terminem nomen nudum – nazwa taka nie jest oficjalnie stosowana do celów nomenklatury zoologicznej.

## Okres istnienia i występowanie
Najstarsze skamieniałości ryb z rodzaju Onchopristis pochodzą z epoki kreda wczesna ze stanowisk zlokalizowanych w Stanach Zjednoczonych oraz Algierii i Libanie, datowanych odpowiednio na wiek apt (125–112 mln lat temu) oraz alb (112–100 mln lat temu). Gatunek O. numidus znany jest ze stanowisk położonych w Algierii, północnym Nigrze i Libii, datowanych na wiek cenoman (100–93,5 mln lat temu). Skamieniałości odkryte w Peru zostały przypisane do gatunku O. pharao i datowane są na wieki cenoman, turon i koniak (100–86 mln lat temu). W 1976 roku w Nowej Zelandii natrafiano na najmłodsze skamieniałości ryb z rodzaju Onchopristis, które zaliczone zostały do gatunku O. dunklei, istniejącego na przełomie kampanu i mastrychtu (83,5–65,5 mln lat temu).

## Morfologia
Ryby z rodzaju Onchopristis zostały w głównej mierze opisane na podstawie zębów rostralnych (zlokalizowanych na pile). Zęby rostralne charakteryzowały się podłużnym i lancetowatym kształtem o spiczastym zakończeniu. Dorosłe osobniki mogły osiągać do 8 m długości ciała.

## Paleobiologia
Ryby z rodzaju Onchopristis były drapieżnikami prowadzącymi przydenny tryb życia. Prawdopodobnie potrafiły wyczuwać i zabijać potencjalne ofiary za pomocą rostrum (tak samo jak współczesne ryby z rzędu piłokształtnych). Ślady kopalne sugerują, iż ryby mogły padać ofiarą drapieżnego dinozaura – Spinozaur.

## Kultura masowa
W kulturze masowej rodzaj Onchopristis pojawia się w serialu dokumentalnym Planet Dinosaur produkcji BBC. Rodzaj Onchopristis występuje w pierwszym odcinku pt. Lost World, który przedstawia życie na Ziemi 95 mln lat w okresie kreda w północnej Afryce.